# Expérience de pensée

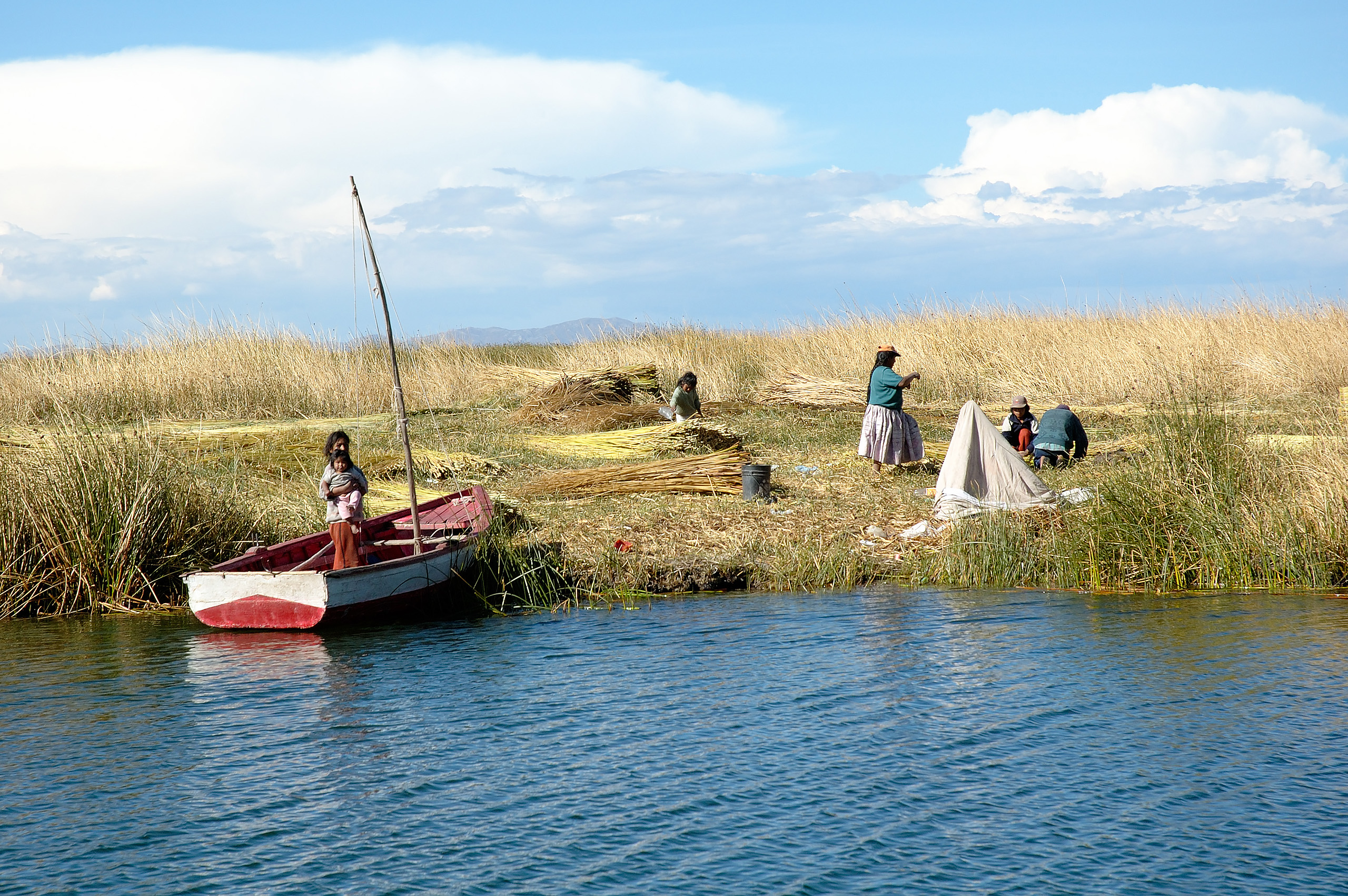
Les îles flottantes des Uros, sur le Lac Titicaca, sont une illustration de l'expérience de pensée du bateau de Thésée : le jonc y est constamment remplacé. Est-ce toujours la même île une fois que tout le jonc originel est renouvelé ?

Une expérience de pensée, expérience par la pensée, expérience mentale ou expérience en imagination, est une méthode qui permet de résoudre un problème en utilisant la seule puissance de l'imagination humaine. Une expérience par la pensée peut être utilisée parce que les conditions de l'expérimentation ne sont pas réalisables ou pas souhaitables.

## Concept

### Terminologie
L'expression d'expérience de pensée est la traduction de l'anglais thought experiment. Cela se dit, en allemand, Gedankenexperiment. Pierre Bourdieu, dans Sur l'État, traduit le terme de l'allemand par « expérience mentale ».
D'autres expressions sont toutefois employées, le syntagme d'« expérience de pensée » étant remis en question par certains penseurs. Jean-François Chassay souligne que beaucoup considèrent que l'expression n'est pas adéquate et que celle d'« expérience en imagination » est plus appropriée. Françoise Balibar d'une part, Armand Cuvillier et Paul Labérenne d'autre part, préfèrent « expérience par la pensée ».

### Définition
L'expérience par la pensée est une méthode utilisée en philosophie et en science afin de résoudre, par la puissance de l'entendement et de la capacité à se figurer des images, des problèmes. On a d'autant plus recours à cette modalité d'enquête scientifique qu'il est pratiquement ou moralement impossible de conduire une expérience. Ainsi d'une chute dans le vide, comme suggéré par Galilée.
Cette méthode est d'autant plus nécessaire dans certains cas de figure que le réel ne peut être entièrement appréhendé par le scientifique. Le philosophe des sciences Alexandre Koyré estime en 1960 que, étant donné qu'« entre la donnée empirique et l'objet théorique, il reste, et il restera toujours, une distance impossible à franchir », l'expérience par la pensée est parfois nécessaire : « C'est là que l'imagination entre en scène. Allègrement, elle supprime l'écart. Elle ne s'embarrasse pas de limitations que nous impose le réel ».
Ainsi, l'utilisation en philosophie des expériences par la pensée fait partie de la méthode qui est celle de la philosophie analytique. La démarche générale qui préside aux expériences par la pensée se formule par la question : « que se passerait-il si... ? ». De nombreuses expériences par la pensée concernent les paradoxes de notre connaissance ; elles s'appliquent à des situations réelles, possibles physiquement (d'après ce que nous comprenons des lois de la nature), ou possibles dans le temps (i.e. possibles tant que nous n'en savons pas plus sur les lois de la nature) ou possibles logiquement.

## Histoire

### Chez les sceptiques
Les sceptiques grecs utilisaient abondamment des expériences de pensée pour provoquer une réflexion chez leurs interlocuteurs. Aucun mot en grec ancien ne correspond toutefois à l'expression d'expérience de pensée. Il est probable que la notion d'expérience de pensée n'ait pas existé durant l'Antiquité.

### Chez Platon
Platon a popularisé une expérience de pensée sous l'Antiquité, qui est celle de l'anneau de Gygès. Glaucon raconte qu'un homme pauvre a trouvé un jour un anneau qui lui permettait de devenir invisible ; il a utilisé ce pouvoir pour tuer le roi et épouser la reine, devenant roi à son tour. Cette expérience de pensée permet de questionner la raison pour laquelle un être agit de manière juste.

### Chez Plutarque
Plutarque utilise une expérience de pensée dans son ouvrage Vies parallèles, dans le premier livre sur la vie de Thésée. Il s'agit de l'expérience dite du bateau de Thésée. Il appelle son expérience un paradeigma, c'est-à-dire un exemple.

### Chez Sextus Empiricus
Sextus Empiricus publie un ouvrage appelé Contre les physiciens. Il s'attaque à la doctrine épicurienne de l'existence des atomes, et discute de la possibilité du mouvement. Il met alors en œuvre une expérience de pensée sur le mouvement pour montrer que si le mouvement existe, les atomes ne peuvent exister. N'ayant pas de mot pour désigner l'expérience de pensée, il utilise l'expression « ex hupotheseos » ou « para ten hupothesin ».

### Chez Simplicius
La plus vieille expérience de pensée occidentale connue est rapportée par Simplicius, un philosophe néoplatonicien qui s'inspire d'une expérience précédemment proposée par Archytas de Tarente. Simplicius rapporte cette expérience de pensée dans son commentaire de la Physique d'Aristote. Cet ouvrage soutient qu'il existe une bordure à l'univers. L'expérience de pensée proposée par Simplicius est d'imaginer un homme qui se tient à la bordure de l'univers et qui étend sa main, ou un bâton.

### Chez Galilée
Galilée a été parmi les premiers à pratiquer l'expérience par la pensée. Il en fait une des clefs de ses recherches scientifiques dès lors qu'il ne peut tester ses hypothèses.

### Chez Descartes
La méthode est utilisée par de nombreux penseurs, quoique l'expression ne soit pas systématiquement utilisée telle quelle. Ainsi de René Descartes qui, dans les Méditations métaphysiques, évoque le malin génie pour permettre au lecteur de se plonger dans une expérience de pensée. Dans son cours Sur l’État, Pierre Bourdieu souligne la similitude entre l'expérience de pensée de l'anneau de Gygès et le malin génie : « l'anneau de Gygès est à la morale ce que le malin génie est à la théorie de la connaissance ».

### Chez Orsted
L'expression est utilisée de manière complète en 1812 par Hans Christian Ørsted, dans ses Recherches sur l'identité des forces chimiques et électriques. Il écrit : « Voilà donc une expérience faite dans la pensée ; quelqu'incomplète qu'elle soit elle semble du moins nous faire concevoir ».

### Chez Mach
C'est toutefois Ernst Mach, qui, plus tardivement, reprend, augmente et refonde la méthode. Dans son article Über Gedankenexperimente (1897, repris dans La Connaissance et l'erreur) en retrace le développement historique tout en lui fournissant une justification épistémologique. Alors que la méthode était alors associée à la physique, Mach écrit : « l'architecte, le bâtisseur de châteaux en Espagne, le romancier, l'auteur d'utopies sociales et technologiques, expérimentent à partir de pensées ».

## Principes
Une expérience par la pensée est généralement composée de trois étapes :
- une formulation de l'hypothèse théorique ;
- une description d'une situation contrefactuelle ;
- un test de l'hypothèse.

Il faut bien sûr garder à l'esprit qu'une expérience par la pensée est souvent une illustration, et n'explique alors qu'imparfaitement l'idée dont elle découle. Ce n'est en aucun cas une démonstration.

## Postérité et débats
L'expérience par la pensée est particulièrement utilisée par John Rawls. Cela lui permet d'imaginer le voile d'ignorance. Son utilisation, et le retentissement de son ouvrage, popularisent l'expression.

## Exemples d'expériences par la pensée

### En physique
- Les pierres de Pise (Galilée dans son Dialogue sur les deux grands systèmes du monde)
- Le canon de Newton (Isaac Newton, 1728)
- Le démon ou génie de Laplace (Pierre-Simon de Laplace, 1814)
- La chaîne pesante de Simon Stevin

En thermodynamique :
- Le démon de Maxwell (James Clerk Maxwell, 1871)

En relativité :
- Le bateau de Galilée (Galilée, 1632)
- Le paradoxe des jumeaux ou paradoxe des horloges (Paul Langevin, 1911)
- Le paradoxe du train
- L'ascenseur d'Einstein

En mécanique quantique :
- Le chat de Schrödinger (Erwin Schrödinger, 1935)
- Le paradoxe EPR (Albert Einstein, Boris Podolsky et Nathan Rosen, 1935)

### En philosophie
- Les paradoxes de Zénon
- Le paradoxe de Newcomb
- L'allégorie de la caverne (Platon)
- L'anneau de Gygès (Platon)
- L'homme volant (en) d'Avicenne
- Le malin génie de Descartes
- L'âne de Buridan
- La fiction de l'état de nature, et le retour à l'état de nature
- Le problème de Molyneux (1688)
- Le spectre inversé
- Le cerveau dans une cuve (CUC)
- La machine à expérience
- La chambre chinoise
- Le bateau de Thésée
- Quel effet cela fait-il d'être une chauve-souris ?
- L'expérience de la Terre jumelle
- La position originelle et le voile d'ignorance (John Rawls)
- Loterie de la survie
- Le dilemme du tramway
- Le robot immortel d'Ayn Rand.
- Ce que Marie ne savait pas[15] (What Mary Didn't Know) de Frank Jackson
- Le paradoxe sorite

### En logique mathématique
- L'hôtel de Hilbert
- La Bibliothèque de Babel
- La lampe de Thomson

### En informatique
- Le dîner des philosophes
- Le problème des deux généraux et sa généralisation, le problème des généraux byzantins